# Entropi
L'entropi és un trastorn en el qual la parpella (normalment la parpella inferior) es plega cap a dins. És molt incòmode, ja que les pestanyes contínuament freguen contra la còrnia provocant irritació. L'entropi sol ser causat per factors genètics. Això és diferent de quan un plec addicional de pell a la parpella inferior fa que les pestanyes es girin cap a l'ull (epiblèfar). En els epiblèfars, el marge de la parpella en si està en la posició correcta, però l'extra plec de pell fa que les pestanyes estiguin mal dirigides. L'entropi també pot crear dolor secundari a l'ull (que condueix a un autotrauma, cicatrització de la parpella o dany als nervis). La parpella superior o inferior pot estar afectada i un o tots dos ulls poden estar afectats. Quan l'entropi es produeix als dos ulls, això es coneix com a "entropi bilateral". Els casos repetits d'infecció per tracoma poden causar una cicatriu en la part interna de la parpella, que pot causar entropi. En els casos humans, aquesta afecció és més freqüent en persones majors de 60 anys.